# Джон из Трокелоу

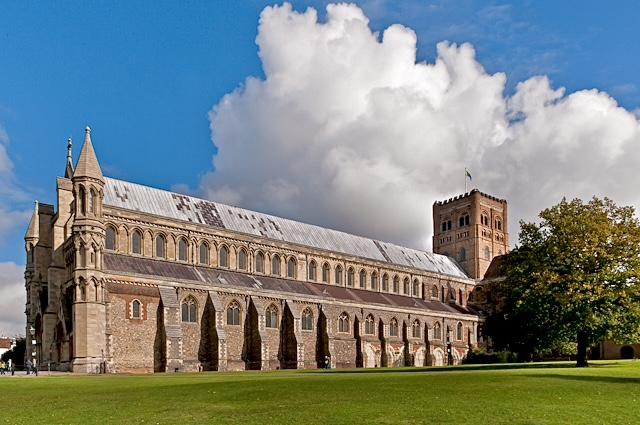
Кафедральный собор Св. Альбана в Сент-Олбансе, XI—XII вв.

Джон из Трокелоу, или Троулоу, или Торлоу (англ. John of Trokelowe, англ. John de Trokelow, Throwlow, Thorlow, лат. Johannes de Trokelowe, ум. после 1330) — английский хронист, монах-бенедиктинец из аббатства Св. Альбана в Сент-Олбансе (Хартфордшир), автор анналов (лат. Johannis de Trokelowe Annales), один из продолжателей «Хроник монастыря в Сент-Олбансе» (лат. Chronica Monasterii Sancti Albani).

## Жизнь и труды
Дата рождения и происхождение не установлены. Возможно, был выходцем из Торлоу, или Турлоу (англ. Thurlow), совр. Грейт-Турлоу или Литтл-Турлоу) в Суффолке (совр. район Сент-Эдмундсбери). В юности вступил в орден бенедиктинцев, приняв постриг в монастыре Св. Альбана в Сент-Олбансе.
В 1294 году был приором аббатства в Тайнмуте (Нортамберленд). Заручившись поддержкой короля Эдуарда I, попытался вместе с братией добиться независимости Тайнмутского приората от Сент-Олбанса, но встретил противодействие со стороны аббата Джона Беркхэмстеда, арестовавшего его и вместе с несколькими монахами отправившего в цепях в Сент-Олбанс.
Там Джон из Трокелоу занялся составлением своих анналов, охватывавших царствование Эдуарда I с 1259 по 1296 год, дополнив их затем описанием правления его сына Эдуарда II с 1307 по 1323 год, которое позже было продолжено монахом той же обители Генри из Блейнфорда. Собственный труд его, написанный высоким стилем, но нестрогий в отношении хронологии, оканчивается рассказом о казни Эндрю Харкли, графа Карлайла 3 марта 1323 года, после чего следует запись: «Доселе писал брат Иоанн из Трокелоу» (лат. Hucusque scripsit Frater Johannes de Trokelowe).
Умер не ранее 1330 года, поскольку в анналах его имеется ссылка на состоявшуюся 29 ноября этого года казнь Роджера Мортимера, графа Марча.

## Издания и исследования
Единственная полная рукопись анналов Джона из Трокелоу, относящаяся к XIV веку, хранится в собрании Коттона Британской библиотеки (MS Cotton. Claudius D. vi). Впервые анналы его, вместе с продолжением их Блейнфордом, были изданы в 1729 году в Оксфорде известным антикварием Томасом Хирном. В 1866 году они были опубликованы в Лондоне Генри Томасом Райли в серии Rolls Series, в одном из томов «Хроник Сент-Олбанса».
Большинство историков XIX–XX веков считали анналы Джона из Трокелоу авторитетным источником сведений о правлении Эдуарда II. В начале XV века они использованы были в «Истории Англии» (лат. Historia Anglicana) хрониста из Сент-Олбанса Томаса Уолсингема. Новейшие исследования историка-медиевиста профессора Ноттингемского университета Антонии Грансден показали, что Джон, возможно, был просто писцом и помощником у известного хрониста из той же обители Уильяма Ришангера.

## Публикации
- Johannis de Trokelowe et Henrici de Blaneforde chronica et annales, AD. 1259—1296, 1307—1324, 1392—1406. Edited by Henry Thomas Riley. — Cambridge: Cambridge University Press, 2012. — pp. 63–128. — ISBN 978-1139206730.